# IAAF World Challenge
De IAAF World Challenge was een jaarlijks, mondiaal atletiekcircuit. Dit werd in 2012 uitgebreid tot vijftien wedstrijden, die werden gehouden in de periode van begin maart tot eind september, waarvan de meeste in de maand mei. Het circuit werd georganiseerd door World Athletics (voorheen IAAF). De IAAF World Challenge kwam tot stand, toen in 2010 de IAAF World Athletics Tour, bestaande uit de IAAF Golden League, de IAAF Super Grand Prix en de IAAF Grand Prix, werd vervangen door de IAAF Diamond League en de World Challenge.
De World Challenge was het tweede niveau van internationale atletiekwedstrijden, onder de IAAF Diamond League, en bestond alleen uit eendaagse wedstrijden. Elke wedstrijd omvatte minstens zeven disciplines per geslacht en minstens zestien onderdelen in totaal. Bij elke wedstrijd werd er ten minste $200.000 aan prijzengeld uitgekeerd.

## Wedstrijdkalender 2018
| Datum       | Wedstrijd                          | Stadion                     | Plaats            | Land      |
| ----------- | ---------------------------------- | --------------------------- | ----------------- | --------- |
| 19 mei      | Jamaica International Invitational | Independence Park           | Kingston          | Jamaica   |
| 20 mei      | Seiko Golden Grand Prix Osaka      | Nagai Stadion               | Osaka             | Japan     |
| 3 juni      | Fanny Blankers-Koen Games          | Fanny Blankers-Koen Stadion | Hengelo           | Nederland |
| 5 juni      | Paavo Nurmi Games                  | Paavo Nurmi Stadion         | Turku             | Zweden    |
| 13 juni     | Golden Spike Ostrava               | Městský stadion             | Ostrava           | Tsjechië  |
| 22 juni     | Meeting de Atletismo Madrid        | Estadio de Vallehermoso     | Madrid            | Spanje    |
| 8 juli      | Grande Premio Brasil de Atletismo  | National Training Centre    | Bragança Paulista | Brazilië  |
| 2 september | ISTAF                              | Olympiastadion              | Berlijn           | Duitsland |
| 3 september | IWC Zagreb                         | Sports Park Mladost         | Zagreb            | Kroatië   |

## Historisch overzicht
| Meeting                                                 | Stad           | 2010 | 2011 | 2012 | 2013 | 2014 | 2015 | 2016 | 2017 | 2018 | 2019 |
| ------------------------------------------------------- | -------------- | ---- | ---- | ---- | ---- | ---- | ---- | ---- | ---- | ---- | ---- |
| Melbourne Track Classic                                 | Melbourne      | X    | X    | X    | X    | X    | X    | X    |      |      |      |
| Golden Spike Ostrava                                    | Ostrava        | X    | X    | X    | X    | X    | X    | X    | X    | X    | X    |
| Fanny Blankers-Koen Games                               | Hengelo        | X    | X    | X    | X    | X    | X    | X    | X    | X    | X    |
| Meeting de Atletismo Madrid                             | Madrid         | X    | X    | X    | X    | X    | X    | X    | X    | X    |      |
| ISTAF                                                   | Berlijn        | X    | X    | X    | X    | X    | X    | X    | X    | X    | X    |
| Hanzekovic Memorial                                     | Zagreb         | X    | X    | X    | X    | X    | X    | X    | X    | X    | X    |
| Rieti Meeting                                           | Rieti          | X    | X    | X    | X    | X    | X    |      |      |      |      |
| Grande Premio Brasil Caixa de Atletismo                 | Rio de Janeiro | X    | X    | X    | X    |      |      | X    | X    | X    | X    |
| Meeting Grand Prix IAAF de Dakar                        | Dakar          | X    | X    |      | X    |      | X    | X    |      |      |      |
| Meeting International Mohammed VI d'Athlétisme de Rabat | Rabat          | X    | X    | X    | X    |      | X    |      |      |      |      |
| Colorful Daegu Championships Meeting                    | Daegu          | X    | X    | X    |      |      |      |      |      |      |      |
| Gebroeders Znamensky Memorial                           | Zjoekovski     | X    | X    |      |      |      |      |      |      |      |      |
| Osaka Grand Prix                                        | Osaka          | X    |      |      |      |      |      |      |      |      |      |
| Jamaica International Invitational                      | Kingston       |      | X    | X    | X    | X    | X    | X    | X    | X    | X    |
| Seiko Golden Grand Prix                                 | Tokio          |      | X    | X    | X    | X    |      | X    | X    | X    | X    |
| Ponce Grand Prix de Atletismo                           | Ponce          |      |      | X    | X    | X    | X    |      |      |      |      |
| Moskou Challenge                                        | Moskou         |      |      | X    | X    | X    |      |      |      |      |      |
| Beijing World Challenge                                 | Beijing        |      |      |      | X    | X    | X    | X    |      |      |      |
| Paavo Nurmi Games                                       | Turku          |      |      |      |      |      |      |      | X    | X    | X    |
| Meeting International Mohammed VI d'Athlétisme          | Marrakech      |      |      |      |      | X    |      |      |      |      |      |
| Nanjing World Challenge                                 | Nanjing        |      |      |      |      |      |      |      |      |      | X    |
| Totaal                                                  | Totaal         | 13   | 14   | 14   | 15   | 13   | 12   | 11   | 9    | 9    | 9    |

- In 2010 bestond de IAAF World Challenge uit 13 wedstrijden. De Jamaica International Invitational werd in 2011 toegevoegd. Ook werd de Seiko Golden Grand Prix voor het eerst georganiseerd in dat jaar ter vervanging van de Osaka Grand Prix, die in 2010 voor het laatst werd georganiseerd, wat het totaal aantal wedstrijden in 2011 op 14 bracht.
- In 2012 werd de 15e wedstrijd, de Ponce Grand Prix de Atletismo aan het circuit toegevoegd. Ook werd de Russische Znamensky Memorial vervangen door de eveneens Russische Moscow Challenge.
- In 2013 verdween de Colorful Daegu Pre-Championships Meeting van het programma. Tevens werd de Beijing World Challenge dat jaar voor het eerst georganiseerd.

Berlijn (ISTAF) · Dakar (Meeting Grand Prix IAAF de Dakar) · Hengelo (Fanny Blankers-Koen Games) · Kingston (Jamaica International Invitational) · Madrid (Meeting de Atletismo Madrid) · Melbourne (Melbourne Track Classic) · Moskou (Moskou Challenge) · Ostrava (Golden Spike Ostrava) · Peking (Beijing World Challenge) · Ponce (Ponce Grand Prix de Atletismo) · Rabat (Meeting International Mohammed VI d'Athlétisme) · Rieti (Rieti Meeting) · Rio de Janeiro (Grande Premio Brasil Caixa de Atletismo) · Tokio (Seiko Golden Grand Prix) · Zagreb (Hanžeković Memorial)